# Балкан (кино в Пловдив)
Сградата на кино „Балкан“ в Пловдив се намира в централната част на града, на кръстовището на Главаната улица „Княз Александър I“ и улица „Патриарх Евтимий“.

## История
На мястото на сегашната сграда някога е имало сграда, в която първо се е помещавал ресторант „Александър Батенберг“, а по-късно и известната пловдивска сладкарница „Пчела“. Тази сграда изгаря по време на пожар през 1937 г. Впоследствие сградата на киното е построена на мястото на изгоряла сграда между 1939 и 1940 г. Строителството е извършено от софийската строителна фирма „Циклон“. Киното е официално отворено за публиката на 11 октомври 1941 г. с прожекцията на унгарския филм „В пламъците на любовта“. Собственици на новата сграда са Павел Богданов - Павлето и Климент Точков. След 1944 г. сградата е национализирана. Дългогодишни кинооператори са Кирил Петров и Лука Тодоров.
През 1945 г. в кино „Балкан“ се изнасят първите лекции на новооткрития Пловдивски университет „Паисий Хилендарски“.
През 1968 - 1970 г. сградата е реконструирана като е добавен третия етаж.
Киното е затворено през 1994 г.

## Настояще
Сградата е продадена след реституция през 1990-те години и оттогава функционира като пространство, където се намира казино, офиси и верига за бързо хранене на приземния етаж.

## Характеристики
Сградата е построена по проект на архитект Константин Панайотов. Първоначално е с плосък покрив – тераса с пергола – напълно в духа на принципите на модерната архитектура. Фасадата на сградата е облицована с плочи от бял варовик, характерен за архитектурта от междувоенния период. Архитектурата на сградата е интересна със своята овална форма, което се отразява и в интериора, особено във фоайетата, коридорите с гардеробни, но и в самото кино, което е построено в модерна заоблена форма, за да осигури един и същ изглед на екрана от всички ъгли на залата. Интериорът e с черно-белите циментови мозайки. Коридорите за офисите в етажите повтарят извивката на сградата, а подовете им са с успоредни черно-бели ивици. На всеки етаж има уширение, чийто под е отново със същите като едрина ивици, но разположени перпендикулярно спрямо тези на коридора.
Киносалонът е бил с капацитет от 567 места. В приземния етаж е имало места за по-малки магазини, които са били достъпни директно от самата улицата. Първоначално сградата е била двуетажна и на оригиналната тераса е имало сладкарница с изглед към Родопите. Като част от реконструкцията в края на 60-те години е добавен трети етаж.